# 융중대

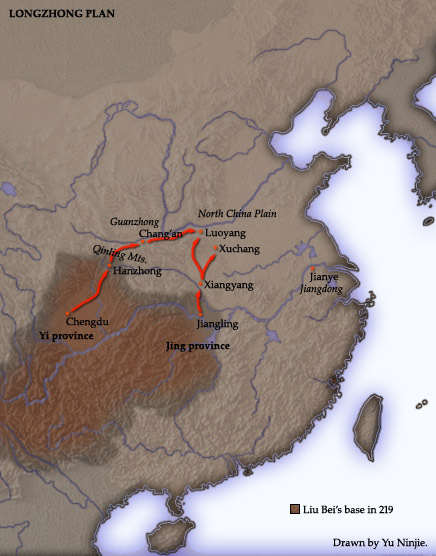
융중대의 계획안.

융중대(隆中對, 중국어: 隆中策)는 후한말 제갈량이 유비에게 말한 계획안으로서, 이후 삼국시대 때 촉나라의 대전략으로 기능했다.
당시 조조는 원소 일문을 몰락시키고 중원 전체를 지배하에 넣었으며, 남은 군벌은 양주의 손권, 형주의 유표, 익주의 유장, 한중의 장로, 서량의 마초와 한수, 교주의 사섭 정도였다. 이 중 유표가 지배하는 형주는 양주와 익주의 중간에 위치하고 있으며 북으로는 바로 중원으로 통하여 군사적으로 중요한 지역이었다.
이러한 정세를 감안하여 제갈량은 유비가 형주와 익주를 영유함으로써 조조, 손권과 함께 중국을 셋으로 나눌 것을 제안한다. 손권과 동맹을 맺고 조조를 막아내며, 유사시 형주를 통해 바로 지척인 낙양을 공격하고 또 익주의 군대는 장안을 공격하면 조조를 타도할 수 있다는 것이다.
적벽대전 후 유비는 형주 영유에 성공하고, 나아가 214년 유장을 거세하고 익주도 손에 넣는다. 이어 219년 조조와의 한중 전투에서 승리하여 형주와 익주, 한중에 이르는 조조, 손권과 버금가는 광대한 세력을 갖게 된다. 여기에 이르러 융중대는 완성되는가 싶었지만 219년 관우가 형주 공방전에서 여몽에게 패배하여 형주를 잃고, 형주 탈환을 위해 침공한 유비도 이릉대전에서 육손에게 대패, 융중대는 사실상 폐기된다.
이후 제갈량은 형주를 잃은 대신 북쪽의 서량을 정복하여 관중으로 쇄도하는 옹양주 겸병을 새로운 대전략으로 마련했다. 그리고 이를 실행에 옮긴 것이 소위 북벌이다.

## 같이 보기
- 하나의 중국